# John Boyne
John Boyne (Dublino, 30 aprile 1971) è uno scrittore irlandese.
Dopo aver studiato presso il Trinity College di Dublino, ha frequentato il corso di Scrittura , all'Università dell'East Anglia, dove ha guadagnato il premio Curtis Brown; ma già ai tempi del college era riuscito a far pubblicare i suoi lavori. 

## Opere
John Boyne ha scritto vari romanzi, sia per un pubblico adulto che per ragazzi, ed un certo numero di racconti che sono stati pubblicati in varie antologie o trasmessi alla radio o in televisione. Il suo romanzo più conosciuto, Il bambino con il pigiama a righe, è stato al primo posto nella New York Times Best Seller List ed ha venduto più di 5 milioni di copie in tutto il mondo; da esso è stato tratto un omonimo film nel 2008. Un altro suo romanzo di successo è La casa dei fantasmi, scritto nel 2013 e pubblicato nel 2015 in Italia dall'editore Rizzoli, nella traduzione di Beatrice Masini.

### Romanzi
- 2000: The Thief of Time
- 2001: The Congress of Rough Riders
- 2004: Crippen
- 2006: The Boy in the Striped Pajamas (Il bambino con il pigiama a righe, tr. Patrizia Rossi, Fabbri, 2006)
- 2006: Next of Kin
- 2008: Mutiny: a Novel of the Bounty (Il ragazzo del Bounty, tr. Roberta Zuppet, Rizzoli, 2009)
- 2009: The House of Special Purpose (Il palazzo degli incontri, tr. Roberta Zuppet, Rizzoli, 2013) e la sfida
- 2010: Noah Barleywater Runs Away (Il bambino con il cuore di legno, tr. Stefania Di Mella, Rizzoli, 2010)
- 2011: The Absolutist (Non all'amore né alla notte, tr. Roberta Zuppet, Rizzoli, 2011)
- 2012: The Terrible Thing That Happened to Barnaby Brocket (Che Cosa è successo a Barnaby Brocket?, tr. Francesco Gulizia, Rizzoli, 2012)
- 2013: Stay Where You Are and Then Leave (Resta dove sei e poi vai, tr. Francesco Gulizia, Rizzoli 2013)
- 2013: This House Is Haunted (La casa dei fantasmi, traduzione di Beatrice Masini, Rizzoli 2015)
- 2014: A History of Loneliness
- 2015: The Boy at the Top of the Mountain (Il bambino in cima alla montagna, tr. Francesco Gulizia, Rizzoli 2016)
- 2017: The heart's invisible furies (Le invisibili furie del cuore, tr.Marinella Magri', Rizzoli, 2018)
- 2018: A ladder to the sky (Una scala fino al cielo, tr.Marinella Magri', Rizzoli, 2019)
- 2019: My brother's name is Jessica (Mio fratello si chiama Jessica, tr. Francesco Gulizia, Rizzoli, 2019)
- 2020: A traveler at the gates of wisdom
- 2022: “Nessun luogo è più casa”

### Raccolte di racconti
- 2015: Beneath The Earth

### Novelle
- 2008: The Second Child
- 2009: The Dare (La sfida, tr. Stefania Di Mella, Rizzoli, 2010)

## Premi
- 2007: Irish Book Awards: People's Choice Book of the Year, Irish Book Award Children's Book of the Year; Bisto Children's Book of the Year
- 2008: The Qué Leer Award per il miglior romanzo internazionale dell'anno (Spagna)